# أندرو روس
أندرو روس (بالإنجليزية: Andrew Ross)‏ (17 فبراير 1878 في المملكة المتحدة - ) هو لاعب كرة قدم بريطاني (وحمل سابقاً جنسية المملكة المتحدة لبريطانيا العظمى وأيرلندا) في مركز جناح ‏. لعب مع نادي بيرنلي ونادي بارو.

## وصلات خارجية
- أندرو روس على موقع قاعدة بيانات كرة القدم.إي يو (الإنجليزية)